# Josef Pachler
Josef „Joe Tiger“ Pachler (* 23. Januar 1950 am Weißenberg bei Ettendorf, Gemeinde Lavamünd, Kärnten) ist ein ehemaliger österreichischer Boxer, dreifacher Staatsmeister (1972, 1973, 1981) und Europameister (1978) im Weltergewicht.

## Boxkarriere
Als Amateur wurde er 1972 und 1973, Österreichischer Meister im Weltergewicht. Bei der 20. Europameisterschaft in Belgrad 1973, verlor er in der Vorrunde gegen den Polnischen Meister Józef Stachowiak.
Seinen ersten Profikampf am 11. November 1973, gewann Pachler gegen den Italiener Giampaolo Piras nach Punkten. Es folgten 16 weitere Siege, darunter gegen den ehemaligen Zentralbritischen Meister Mickey Flynn, den späteren Deutschen Meister Klaus Fuchs, den zweifachen Deutschen Meister Jürgen Voss und den ehemaligen Jugoslawischen Meister Young Griffo.
Seine erste Niederlage als Profi erlitt er am 27. Dezember 1975, gegen den Nigerianer Gray Ibekwe durch technischen K. o. in Runde 5. Anschließend folgten zehn weitere Siege in Folge, darunter gegen den ehemaligen Deutschen Mittelgewichtsmeister Klaus-Peter Tombers, den mehrfachen Jugoslawischen Meister Branko Baraković und den Französischen Meister Alain Ruocco. Am 9. Juli 1976 gelang ihm zudem ein Punktesieg über seinen späteren Bezwinger und Europameister Henry Rhiney aus Großbritannien.
Am 1. April 1977 verlor er überraschend nach Punkten gegen den gebürtigen Kongolesen Wa Bukasa, schlug jedoch seine nächsten vier Gegner in Folge, darunter den Italienischen Meister Vittorio Conte. Am 31. März 1978 boxte er in Bregenz ein Unentschieden gegen den ehemaligen, zweifachen Europameister im Halbweltergewicht, den Türken Cemal Kamacı. Drei Monate später besiegte er Moussa Mukandjo und erhielt nun die Chance auf den Europameistertitel im Weltergewicht.
Am 18. August 1978 traf er schließlich in der Stadthalle Villach auf den amtierenden Europameister Jørgen Hansen. Der Kampf endete umstritten; Nach dem Schlussgong der 8. Runde, wurde Pachler noch von einem Schlag des Dänen getroffen und ging zu Boden. Nach Ansicht vieler, soll Pachler die Schlagwirkung jedoch deutlich übertrieben haben und bewusst liegengeblieben sein, um eine Disqualifikation seines Gegners herbeizuführen. Da der Schlag jedoch eindeutig nach dem Rundengong erfolgte und Pachler anscheinend nicht weiterkämpfen konnte, musste der italienische Ringrichter Angelo Poletti den Titelträger disqualifizieren und Pachler zum Sieger erklären, der damit zum erst dritten Europameister der österreichischen Nachkriegsgeschichte im Profiboxen wurde. Die Wiener Arbeiter-Zeitung titelte etwa in ihrer Ausgabe vom 20. August 1978 (Seite 12); „Der beherzte Pachler ist gewiß kein ausgekochter Profi, aber als er in Villach nach dem Gong von Hansen getroffen wurde, da benötigte er nur eine Schrecksekunde. Dann wußte er: zu Boden, flachlegen. Und Ringrichter Angelo Poletti konnte gar nicht anders, als Hansen zu disqualifizieren und Pachler den Titel zuzusprechen. Europameister h.c. für einen untadeligen Sportsmann, nicht zuletzt aber auch für einen klugen Taktiker.“
Doch schon in seinem ersten Titelverteidigungskampf am 2. Dezember 1978, verlor er den EM-Titel durch technischen K. o. in der 10. Runde an den Briten Henry Rhiney, den er 1976 noch geschlagen hatte. Anschließend verlor er noch gegen den ungeschlagenen Dänen und späteren Europameister Hans-Henrik Palm durch technischen K. o. in der 9. Runde. Auch den Rückkampf gegen Hansen verlor er durch technischen K. o. in Runde 7. Nach einer Punkteniederlage gegen den ungeschlagenen Schweizer Jimmy Connelly, besiegte er den Italiener Guido Galletti durch K. o. in Runde 4, gewann gegen den Türken Ömer Karadenis nach Punkten und schlug den Deutschen Horst Schulze durch technischen K. o.
Am 31. August 1981 bestritt er den letzten Profikampf seiner Karriere; Er wurde durch Punktesieg über Otto Zinöder, Österreichischer Meister im Weltergewicht. Insgesamt bestritt er mehr als 130 Boxkämpfe.

## Weiteres
Der in Klagenfurt lebende Pachler ist gelernter Fleischer und war neben seiner Boxkarriere, Berufssoldat des Bundesheeres. Zum Zeitpunkt seines Europatitels trug er den Dienstgrad Wachtmeister. Er erreichte den Rang eines Vizeleutnant und war zwölf Jahre lang, Leiter des Heeresleistungssportzentrum 7 in Faak am See. Seit Dezember 2012 ist er in Pension. Er ist verheiratet und Vater von drei Kindern.
Im Januar 1982 gründete er den Klagenfurter Boxverein E&S und leitete ihn bis zu seiner aus Zeitgründen bedingten Schließung im Januar 2002. Nach der Neugründung des Vereines unter Franz Wieser, ist er dort weiterhin als Trainer tätig. Weiters gibt er Boxunterricht an der Universität Klagenfurt. Nach seiner Boxkarriere übte er zudem den Laufsport aus und bestritt mehr als 20 Marathonläufe, darunter zweimal den New-York-City-Marathon.
Im Juli 2011 wurde er vom Präsidenten des Kärntner Volleyball Verbandes Peter Kaiser, zum Botschafter für die Volleyball-Europameisterschaft der Männer 2011 ernannt. 2012 produzierte die Firma Best Media GmbH Dr.Mag. Irmtraud Macek (GF), Ferdinand Macek (Regisseur und Autor) und Sigi Bergmann die Sportdokumentation „Joe Tiger - Im Auge des Tigers“, die im Dezember 2012 erstmals auf ORF SPORT + ausgestrahlt wurde.